# مخيم العروب
مخيم العروب هو مخيم فلسطيني يقع شمال مدينة الخليل، معظم سكانه سكنوه بعد النكبة عام 1948م.
أُنشئ عام 1949 في منطقة «وادي الصقيع»، على بعد 15 كم إلى الجنوب من مدينة بيت لحم، ويقع على يسار الشارع الرئيسي (بيت لحم ـ الخليل)، ويبعد 35 كم إلى الجنوب من مدينة القدس. يحده من الشمال قرية بيت فجَّار، وعين العروب، ومن الشرق أراضي بلدتي سعير، والشيوخ، ومن الجنوب أراضي بلدة حلحول، ومن الغرب بيت أُمَّر. بلغت مساحة المخيم، عام 1949، حوالي 258 دونماً، تقلصت إلى 238 دونماً. وبلغ عدد السكان حوالي 6775 نسمة حسب إحصاءات 1995، ومعظمهم من القوى العاملة الذين يعملون في قطاع الخدمات، وعمال بالأجرة، في مختلف القطاعات في الضفة.

## السكان
ينحدر سكان المخيم من القرى الفلسطينية المهجرة داخل الخط الأخضر، وينحدر أصول ما يربو على 80% من سكان المخيم إلى عراق المنشية، زكريا، عجور، قسطينة، كدنة، الفالوجة، بيت جبرين، بيت نتيف، الدوايمة، كدنة، المغار وغيرها.

## التعليم
توجد مدرستان، ابتدائية وإعدادية، للذكور، ومدرستان مثلاهما للإناث. ويتوافر في المخيم بعض الخدمات والمرافق العامة، حيث تقوم شركة كهرباء محافظة القدس بإيصال التيار الكهربائي، ويزود السكان بالمياه، بواسطة أنابيب من منطقة (تفّوح)، حيث توزع على السكان من خلال ستة خزانات، وتشرف «الوكالة» على عيادة طبية ومركز صحي لرعاية الأطفال، ومركز للتغذية. ومركز شباب العروب الاجتماعي، الذي يقوم بنشاطات رياضية، وثقافية، ومركز للحضانة، ومشغل للخياطة وأيضاً مؤسسة خيرية للنساء، هي: «جمعية سيدات العروب". كما يتوفر حاليا مدرستان للتعليم الثانوي إجمالي اللاجئين المسجلين: 9859.
اللاجئون المسجلون كحالات عسر شديدة: 286 أسرة.
عدد الأسر التي تتلقى معونات غذائية طارئة: 867.
عدد التلاميذ: بنين (1100) وبنات (1085).
في 2002، أعيد تجديد مدرسة البنين (24) غرفة صفية والبنات (14) غرفة صفية. وانتهت أعمال الإنشاء في فبراير 2004.
استفاد سكان المخيم من برنامج توفير الوظائف. وفي العام 2008 بلغ عدد سكان مخيم العروب حوالي 9000 نسمة وأُقيم في المخيم مدرستان ثانويتان واحده للذكور وتضم في جنباتها حوالي 300 طالب ذكور والأخرى للإناث وتضم في جنباتها حوالي 400 طالبة ثانوية وفي العام 2008 أيضا أُقيم في المخيم عدة مبان هامة تابعة للجنة الشعبية لخدمات المخيم ومتنزه أُطلق عليه اسم الفنيق بمساحة 2000م مربع وكذلك في العام 2009 بدأ العمل على إنشاء ستاد رياضي لكرة القدم. قُدم كدعم للمخيم من قبل القيادة الفلسطينية.

## الخدمات
1-الاتصالات: تقريبا 90% من الوحدات السكنية في مخيم العروب موصولة بشبكة الاتصالات.
2- المياه: تم وصل مخيم العروب بشبكة المياه التابعة لبلدية الخليل من العام 1970، وقبل  ذلك كان يعتمد على شبكة مياه عامة وفرتها وكالة الغوث، وجميع الوحدات السكنية في المخيم موصولة بشبكة المياه .
3- الكهرباء: تم تزويد المخيم بالكهرباء منذ العام 1984، وحاليا جميع الوحدات السكنية في المخيم موصولة بشبكة كهرباء القدس.
4- الصرف الصحي: تم وصل مخيم العروب بشبكة صرف صحي عام 2002، حيث يستفيد من خدمة شبكة الصرف الصحي أكثر من 70% من البيوت في المخيم، أما باقي البيوت فما زالت تستخدم الحفر الامتصاصية للتخلص من المياه العادمة.
5- جمع النفايات الصلبة: تقوم لجنة المخيم ومجلس خدمات شمال شرق الخليل ووكالة الغوث بجمع النفايات في المخيم، وتقوم سيارة تابعة لوكالة الغوث بجمع النفايات ثم نقلها إلى مكب نفايات يبعد عن المخيم  حوالي 40كم، تابع لمجلس الخدمات المشترك، ويتم التخلص من النفايات في المكب عن طريق حرقها.
6- خدمة المواصلات: يستخدم سكان المخيم في تنقلهم السيارات العمومية المارة عبر الطريق العام ( طريق القدس ـ الخليل )، ويعاني قطاع النقل في المخيم من نقاط التفتيش الموجودة عند مدخل المخيم.

## كلية فلسطين التقنية والعروب
تقع كلية فلسطين التقنية قبالة مخيم العروب، وهي كلية لا يوجد من نوعها في فلسطين إلا واحدة هي جامعة فلسطين التقنية (خضوري) في طولكرم، تعتبر كلية جميلة ويوجد بها تخصصات مميزة وتخرج أفواجاً كل عام، ويوجد أيضاً فيها مدرسة زراعية. وتعتبر مدرسة العروب الزراعية الوحيدة في فلسطين حيث يدرس فيها الطلاب من جميع مناطق الضفة الغربية.

## البرامج العاملة في المخيم
- التعليم
- الإغاثة والخدمات الاجتماعية
- شبكة الأمان الاجتماعي
- الصحة
- برنامج الغذاء الطارئ والمساعدة النقدية
- مراكز المرأة والشباب وهذه المراكز نشطة بشكل خاص في مخيم العروب؛ فهي تعمل على تنظيم الفعاليات الرياضية والثقافية بالإضافة إلى حلقات التدريب.

## المشاكل الرئيسة
- بطالة عالية
- ضعف شبكة المجاري
- مدارس مكتظة
- اجتياحات إسرائيلية عسكرية متفرقة

## شهداء مخيم العروب
1- الشهيد البطل خالد الطيطي 2-الشهيد البطل سلطان ماضي 3- الشهيد البطل محمد عزيز رشدي 4- الشهيد البطل عمر بنات 5-الشهيد ابلطل شاهر ابو شرار 6- الشهيد البطل خالد ابو خيران جوابرة 7- الشهيد البطل حسن ابو خيران جوابرة 8-الشهيده ميسون محمود عبد الطيف قنام 9- الشهيد البطل احمد حسن عبد السلام جوابرة 10الشهيد البطل فؤاد الحوراني 11الشهيد البطل نهاد لخمور 12 الشهيد البطل خليل لغروز 13 الشهيد البطل علاء محفوظ 14 الشهيد البطل محمد احمد ماضي جوابرة 15 الشهيد البطل خالد عوض 16 الشهيد البطل : عبد الله محمود مهدي البدوي 17 الشهيد البطل مصطفى أسماعيل الخمور 18- الشهيد البطل : يونس عبد الغفار خليل الخمور 19- الشهيد البطل علي احمد ذياب حسن 20- الشهيده أسماء محمد عبد العاطي الشريف 21- الشهيد البطل ثائر حلايقة 22- الشهيد البطل نهاد عبد الغفار خليل الخمور 23- الشهيدة فاطمة رشدي عيسى 24- الشهيد البطل ماهر محمد احمد الفراجين, 25- الشهيد البطل حسن محمد يوسف العجوري 26- الشهيد البطل عبد الله محمود مهدي 27-الشهيد البطل نوفل محمد راغب سالم سلمي 28-الشهيد البطل شرف سليم عبد القادر البلاصي 29-الشهيدة سارة حسن محمود لافي, 30- الشهيد البطل جواد عبد الفتاح محمود سويلم جوابرة 31- الشهيد البطل عيد الفضيلات 32— الشهيد البطل المقدام عمر هيثم أحمد البدوي .

## أعلام
- أحمد الكواملة، (1952) شاعر وكاتب مسرحي.[9]